# Campeonato Paulista de Futebol de 2019 - Série A3
O Campeonato Paulista de Futebol da Série A3 de 2019 ou Paulistão A3 2019, foi a 66.ª edição da terceira divisão do futebol paulista. A competição, organizada pela Federação Paulista de Futebol, foi disputada por 16 equipes entre 20 de janeiro e 5 de maio. Ao fim do torneio, o campeão, vice e o 3° colocado tiveram acesso à Série A2 de 2020, enquanto os dois últimos foram rebaixados à Segunda Divisão. Pela primeira vez, o torneio teve 16 clubes, como as outras duas divisões superiores do Paulistão. 

## Regulamento
A competição foi disputada por dezesseis equipes: além dos dois rebaixados da Série A2 de 2018 e dos dois promovidos da Segunda Divisão de 2018 (equivalente ao quatro patamar do futebol paulista), também participam, os doze clubes que terminaram a Série A3 de 2018 entre o 3º e o 14º lugares.
Na primeira fase do torneio, as dezesseis equipes se enfrentaram em quinze rodadas (todos contra todos, apenas jogos de ida). Os dois clubes com as menores pontuações foram rebaixados para a Segunda Divisão de 2020, enquanto os oito primeiros colocados avançaram para as quartas de final, em que o primeiro colocado enfrenta o oitavo, o segundo enfrenta o sétimo, o terceiro colocado joga contra o sexto e o quarto e quinto colocados se enfrentam. Nas semifinais os confrontos foram definidos através das campanhas, onde o time que teve a melhor campanha enfrenta o da quarta melhor campanha e o da segunda melhor campanha enfrenta o da terceira melhor campanha. Em esquema de mata-mata, os finalistas, e devido a uma fusão do Red Bull Brasil e do Bragantino o 3º colocado também terá acesso garantido à Série A2 de 2020. A fim de determinar o campeão da terceira divisão, essas duas equipes se enfrentam em jogos de ida e volta.

### Critérios de desempate
Em caso de empate de pontos entre dois clubes, os critérios de desempates deveram ser aplicados na seguinte ordem:
1. Número de vitórias
2. Saldo de gols
3. Gols marcados
4. Número de cartões vermelhos
5. Número de cartões amarelos
6. Sorteio público

## Equipes participantes 2019
| Aumento | Equipes promovidas da Segunda Divisão de 2018 |
| Baixa   | Equipes rebaixadas da Série A2 de 2018        |

| Equipe                                      | Cidade                | Em 2018  | Estádio                  | Capacidade | Títulos         |
| ------------------------------------------- | --------------------- | -------- | ------------------------ | ---------- | --------------- |
| Grêmio Osasco Audax                         | Osasco                | 15º (A2) | José Liberatti           | 17 430     | 0 (não possui)  |
| Barretos Esporte Clube                      | Barretos              | 4º       | Antônio Gomes Martins    | 13 007     | 0 (não possui)  |
| Batatais Futebol Clube                      | Batatais              | 16º (A2) | Oswaldo Scatena          | 13 000     | 0 (não possui)  |
| Capivariano Futebol Clube                   | Capivari              | 3º       | Carlos Conalghi          | 19 000     | 1 (1984)        |
| Comercial Futebol Clube                     | Ribeirão Preto        | 2º (SD)  | Palma Travassos          | 18 277     | 0 (não possui)  |
| Desportivo Brasil                           | Porto Feliz           | 5º       | Ernesto Rocco            | 5 120      | 0 (não possui)  |
| Esporte Clube São Bernardo                  | São Bernardo do Campo | 11º      | Baetão                   | 5 220      | 0 (não possui)  |
| Grêmio Esportivo Osasco                     | Osasco                | 13º      | José Liberatti           | 17 430     | 0 (não possui)  |
| Atlético Monte Azul                         | Monte Azul Paulista   | 12º      | Otacília Patrício Arroyo | 13 100     | 0 (não possui)  |
| Esporte Clube Noroeste                      | Bauru                 | 7º       | Alfredo de Castilho      | 18 866     | 1 (1995)        |
| Olímpia Futebol Clube                       | Olímpia               | 14º      | Maria Tereza Breda       | 15 022     | 1 (2007)        |
| Esporte Clube Primavera                     | Indaiatuba            | 1º (SD)  | Ítalo Mário Limongi      | 7 820      | 0 (não possui)  |
| Rio Preto Esporte Clube                     | S. José do Rio Preto  | 9°       | Anísio Haddad            | 14 014     | 2 (1963 e 1999) |
| São Carlos Futebol Clube                    | São Carlos            | 8º       | Luís Augusto de Oliveira | 10 043     | 0 (não possui)  |
| Clube Atlético Taboão da Serra              | Taboão da Serra       | 10º      | José Ferez               | 7 500      | 0 (não possui)  |
| Associação Esportiva Velo Clube Rioclarense | Rio Claro             | 6º       | Benito Agnelo Castellano | 8 136      | 0 (não possui)  |

| Comercial Barretos Capivariano Desportivo Brasil EC São Bernardo Batatais Monte Azul Noroeste Olímpia Primavera Rio Preto São Carlos Taboão da Serra Velo Clube Osasco Osasco: Audax Grêmio OsascoLocalização das equipes participantes da Série A3 de 2019. |

## Fase final
Em itálico, os times que possuem o mando de campo no primeiro jogo do confronto e em negrito os times classificados.
|  | Quartas de final  | Quartas de final | Quartas de final | Quartas de final |   |                   | Semifinais | Semifinais | Semifinais | Semifinais |  |       | Final | Final | Final | Final |  |  |
|  |                   |                  |                  |                  |   |                   |            |            |            |            |  |       |       |       |       |       |  |  |
|  |                   |                  |                  |                  |   |                   |            |            |            |            |  |       |       |       |       |       |  |  |
|  | Noroeste          | 1                | 0                | 1                |   |                   |            |            |            |            |  |       |       |       |       |       |  |  |
|  | Barretos          | 2                | 1                | 3                |   |                   |            |            |            |            |  |       |       |       |       |       |  |  |
|  | Barretos          | 2                | 1                | 3                |   | Barretos          | 1          | 0          | 1          |            |  |       |       |       |       |       |  |  |
|  |                   |                  |                  |                  |   | Barretos          | 1          | 0          | 1          |            |  |       |       |       |       |       |  |  |
|  |                   | Audax            | 0                | 2                | 2 |                   |            |            |            |            |  |       |       |       |       |       |  |  |
|  | Velo Clube        | Audax            | 0                | 2                | 2 | 0                 | 0          | 0          |            |            |  |       |       |       |       |       |  |  |
|  | Velo Clube        |                  |                  |                  |   | 0                 | 0          | 0          |            |            |  |       |       |       |       |       |  |  |
|  | Audax             | 0                | 2                | 2                |   |                   |            |            |            |            |  |       |       |       |       |       |  |  |
|  | Audax             | 0                | 2                | 2                |   |                   |            |            |            |            |  | Audax | 2     | 2     | 4     |       |  |  |
|  |                   |                  |                  |                  |   |                   |            |            |            |            |  | Audax | 2     | 2     | 4     |       |  |  |
|  |                   | Monte Azul       | 2                | 0                | 2 |                   |            |            |            |            |  |       |       |       |       |       |  |  |
|  | Desportivo Brasil | Monte Azul       | 2                | 0                | 2 | 0                 | 3          | 3          |            |            |  |       |       |       |       |       |  |  |
|  | Desportivo Brasil |                  |                  |                  |   | 0                 | 3          | 3          |            |            |  |       |       |       |       |       |  |  |
|  | Comercial         | 1                | 2                | 3                |   |                   |            |            |            |            |  |       |       |       |       |       |  |  |
|  | Comercial         | 1                | 2                | 3                |   | Desportivo Brasil | 0          | 1          | 1          |            |  |       |       |       |       |       |  |  |
|  |                   |                  |                  |                  |   | Desportivo Brasil | 0          | 1          | 1          |            |  |       |       |       |       |       |  |  |
|  |                   | Monte Azul       | 0                | 2                | 2 |                   |            |            |            |            |  |       |       |       |       |       |  |  |
|  | Capivariano       | Monte Azul       | 0                | 2                | 2 | 1                 | 0          | 1          |            |            |  |       |       |       |       |       |  |  |
|  | Capivariano       |                  |                  |                  |   | 1                 | 0          | 1          |            |            |  |       |       |       |       |       |  |  |
|  | Monte Azul        | 0                | 2                | 2                |   |                   |            |            |            |            |  |       |       |       |       |       |  |  |

| Aumento | Equipes promovidas à Série A2 de 2020 |

## Premiação
| Campeonato Paulista de 2019 - Série A3  |
| --------------------------------------- |
| Grêmio Osasco Audax Campeão (1° título) |